# Тахтала (река)
Тахтала (тат. Такталы) — река в России, протекает в Татарстане. Левый приток Наясолки.
Длина реки 14 км, площадь водосборного бассейна 59 км². Исток на краю лесного массива в 2 км к юго-востоку от села Старая Тахтала (Алькеевский район). Общее направление течения — северо-западное. Протекает через упомянутое село, затем через село Татарская Тахтала (Спасский район) и впадает в Наясолку в 2,5 км к северу от него.
В летнюю межень пересыхает. В обоих сёлах на реке имеются пруды.

## Данные водного реестра
По данным государственного водного реестра России относится к Нижневолжскому бассейновому округу, водохозяйственный участок реки — Куйбышевского водохранилища от посёлка городского типа Камское Устье до Куйбышевского гидроузла, без реки Большой Черемшан. Речной бассейн реки — Волга от верхнего Куйбышевского водохранилища до впадения в Каспий.
Код водного объекта в государственном водном реестре — 11010000512212100004540.